# Mittpunktsformeln

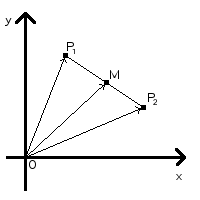
Illustration av mittpunktsformeln. P_{1} och P_{2} är godtyckliga punkter i ett koordinatsystem, och M är en punkt som ligger exakt mitt emellan dem. O betecknar origo.

Mittpunktsformeln är en matematisk ekvation. Om man har två punkter, P1 och P2 som kan ligga var som helst i ett koordinatsystem, anger mittpunktsformeln ett sätt att få fram den punkt som ligger mitt emellan P1 och P2. Om O betecknar origo och vi kallar den eftersökta punkten mitt emellan P1 och P2 för M är formeln:
{\displaystyle {\overrightarrow {OM}}={\frac {1}{2}}({\overrightarrow {OP_{1}}}+{\overrightarrow {OP_{2}}})}
Eftersom origos koordinater är 0 så blir koordinaterna för M lika med {\displaystyle {\overrightarrow {OM}}}.

## Bevis
Med hjälp av vektoraddition kan man skriva {\displaystyle {\overrightarrow {OM}}} som 
{\displaystyle {\overrightarrow {OM}}={\overrightarrow {OP_{1}}}+{\overrightarrow {P_{1}M}}}
{\displaystyle {\overrightarrow {OM}}={\overrightarrow {OP_{1}}}+{\frac {1}{2}}{\overrightarrow {P_{1}P_{2}}}}. Vi ser att  {\displaystyle {\overrightarrow {P_{1}M}}} är lika med {\displaystyle {\frac {1}{2}}{\overrightarrow {P_{1}P_{2}}}}, eftersom M är mittpunkt på {\displaystyle {\overrightarrow {P_{1}P_{2}}}} enligt definitionen på problemet.
{\displaystyle {\overrightarrow {OP_{2}}}} kan vi beskriva som:
{\displaystyle {\overrightarrow {OP_{2}}}={\overrightarrow {OP_{1}}}+{\overrightarrow {P_{1}P_{2}}}}. Löser vi ut {\displaystyle {\overrightarrow {P_{1}P_{2}}}} får vi:
{\displaystyle {\overrightarrow {P_{1}P_{2}}}={\overrightarrow {OP_{2}}}-{\overrightarrow {OP_{1}}}}
Om vi insätter detta i formeln vi hade förut får vi:
{\displaystyle {\overrightarrow {OM}}={\overrightarrow {OP_{1}}}+{\frac {1}{2}}{\overrightarrow {P_{1}P_{2}}}={\overrightarrow {OP_{1}}}+{\frac {1}{2}}({\overrightarrow {OP_{2}}}-{\overrightarrow {OP_{1}}})={\frac {1}{2}}({\overrightarrow {OP_{1}}}+{\overrightarrow {OP_{2}}})}